# Уильямс, Джон Эдвард
Джон Эдвард Уильямс (англ. John Edward Williams; 29 августа 1922 года, Кларксвилл, Техас, США — 3 марта 1994 года, Фейетвилл, Арканзас, США) — американский писатель, поэт, редактор и профессор. Наибольшую известность получил благодаря своим романам «Стоунер» (англ. «Stoner», 1965) и «Август» (англ. «Augustus», 1972). Последний был удостоен в 1973 году Национальной книжной премии США (англ. The National Book Awards).

## Жизнь
Уильямс вырос на северо-востоке Техаса. Его родители были фермерами; отчим работал в почтовом отделении. Несмотря на литературные и театральные способности, Уильямс был отчислен из местного колледжа низшей ступени после первого года обучения. Год он проработал в газетах и на радио, затем в начале 1942 года поступил на военную службу в военно-воздушные силы США, в которых отслужил два с половиной года в звании сержанта, находясь в Индии и Мьянме. Во время службы начал работу над своим первым романом «Ничто, кроме ночи» (англ. «Nothing But the Night»), который был опубликован в 1948 году.
В конце войны Уильямс перебрался в Денвер (штат Колорадо), где после обучения в местном университете в 1949 году получил диплом бакалавра гуманитарных наук, а в 1950 году — магистра. Во время пребывания в Университете Денвера были опубликованы две его книги: «Ничто кроме ночи» (англ. Nothing But the Night, 1948) — роман, изображающий страх и непокорность, как результат ранних переживаний травмированной личности, и сборник стихов «Ломанный пейзаж» (англ. The Broken Landscape, 1949). После окончания магистерского курса Уильямс поступил в Университет Миссури, где начал преподавание и после работы над своей диссертацией в области английской литературы получил докторскую степень в 1954 году.
В 1955 году Уильямс вернулся в Университет Денвера в звании доцента, став руководителем одной из исследовательских программ. Второй роман, наименование которого совпадает с названием городка из этого произведения — «Батчерс Кроссинг» (англ. Butcher’s Crossing, 1960), описывает историю человека, подавшегося за освоением земель в Канзасе 1870-х.
В 1963 году Уильямс выступил редактором и автором предисловия к антологии «Английская поэзия эпохи Возрождения». Второй сборник его стихов «Необходимая ложь» (англ. «The Necessary Lie», 1965) вышел в издательстве «Verb Publications». Уильямс стал основателем и главным редактором ежеквартального журнала Университета Денвера (англ. University of Denver Quarterly, позже Denver Quarterly), который впервые увидел свет в 1965 году. Он оставался главным редактором журнала до 1970 года.
Третий роман Уильямса «Стоунер» — вымышленная история о преподавателе английского языка из Университета Миссури, был опубликован в 1965 году издательством «Viking Press». Его четвёртый роман «Август» (англ. Augustus, 1972), повествующий о жестоком периоде Октавиана Августа, не покидает печать. Роман был удостоен Национальной книжной премии в разделе художественной прозы вместе с «Химерой» (англ. Chimera) Джона Барта. Впервые премия была поделена между двумя лауреатами.
Уильямс ушёл на пенсию из Денверского университета в 1985 году, а в 1994 году он умер от заболевания органов дыхания у себя дома в Фейетвилле (штат Арканзас), оставив после себя жену и детей. Пятый роман «Сон разума» (англ. The Sleep of Reason) остался неоконченным на момент его смерти.
Уильямс любил изучение литературы. В интервью 1985 года его спросили: «И литература пишется, чтобы развлекать?», на что он решительно ответил: «Совершенно точно. Боже мой, читать без наслаждения — глупо».

## Критика
Критик Моррис Дикштейн отметил, что несмотря на существенное различие предметов романы «Батчерс Кроссинг», «Стоунер» и «Август» придерживаются схожей повествовательной конструкции: посвящение молодого человека, порочное мужское соперничество, острое напряжение между мужчиной и женщиной, отцы и дочери, и, наконец, суровый смысл разочарования, даже бесполезности. Дикштейн описал «Стоунера» так: «Это что-то более редкое, чем просто великий роман; это совершенный роман, настолько хорошо сочинённый и прекрасно написанный, так глубоко трогающий душу, что перехватывает дыхание».
Во введение к роману «Стоунер» писатель Джон Макгаэрн написал: «В „Стоунере“ дано представление очень высокого порядка, которое сам Уильямс описал, как „побег в реальность“, а также и боль, и радость. Ясность и точность прозы доставляет неподдельное удовольствие».
Писатель и эссеист Стив Алмонд похвалил «Стоунера» в журнале The New York Times Magazine, написав: «Я никогда не сталкивался ранее с работой, столь безжалостно обнажающей человеческие истины и столь деликатно исполненной».

## Книги
Романы
- «Ничто кроме ночи» (англ. «Nothing But the Night») (1948)
- «Батчерс Кроссинг» (англ. «Butcher’s Crossing») (1960)
- «Стоунер» (англ. Stoner) (1965)
- «Август» (англ. Augustus) (1972) — удостоен в 1973 году Национальной книжной премии США[4]

Сборники стихотворений
- «Ломаный пейзаж» (англ. «The Broken Landscape: Poems») (1949)
- «Необходимая ложь» (англ. «The Necessary Lie») (1965)